# Nati il 27 ottobre
| Questa pagina contiene informazioni ricavate automaticamente dalle voci biografiche con l'ausilio del template Bio e di un bot. L'aggiornamento è periodico e automatico e ricostruisce completamente la pagina. Se manca una persona in questa lista, sei pregato di non aggiungerla, ma accertati piuttosto che la sua voce biografica contenga il template Bio e che i dati anagrafici siano correttamente compilati. Se il template Bio manca, inseriscilo tu stesso o, in alternativa, metti l'avviso {{tmp\|Bio}} che ne segnala la mancanza. Se i dati riportati sono sbagliati, correggi direttamente la voce biografica; le modifiche saranno visibili in questa lista entro pochi giorni. Per chiarimenti vedi il progetto biografie. La lista contiene solo le 1.063 persone che sono citate nell'enciclopedia e per le quali è stato implementato correttamente il template Bio. Pagina aggiornata al 17 ago 2025. |

## VI secolo(1)
- 573 - Abū Bakr, sovrano arabo († 634)

## XII secolo(1)
- 1156 - Raimondo VI di Tolosa, trovatore francese († 1222)

## XIV secolo(2)
- 1335 - Taejo di Joseon, re coreano († 1408)
- 1381 - Elisabetta del Palatinato, nobile tedesca († 1408)

## XV secolo(3)
- 1401 - Caterina di Valois, sovrana francese († 1437)
- 1438 - Grazia da Cattaro, religioso italiano († 1508)
- 1487 - Giovanni da Udine, pittore, decoratore e architetto italiano († 1561)

## XVI secolo(7)
- 1516 - Ruy Gómez de Silva, nobile portoghese († 1573)
- 1527 - Adam von Dietrichstein, nobile e diplomatico austriaco († 1590)
- 1561 - Mary Sidney, poetessa, scrittrice e traduttrice inglese († 1621)
- 1566 - Giulio Cesare Amidano, pittore italiano († 1630)
- 1595 - Ludovico Ludovisi, cardinale e arcivescovo cattolico italiano († 1632)
- 1597 - Gian Giacomo Teodoro Trivulzio, cardinale italiano († 1656)
- 1598 - Lars Stigzelius, arcivescovo luterano svedese († 1676)

## XVII secolo(16)
- 1601 - Gaston-Henri de Bourbon-Verneuil, abate francese († 1682)
- 1603 - Michelangelo Bonadies, francescano, vescovo cattolico e scrittore italiano († 1686)
- 1612 - Maddalena Sibilla di Brandeburgo-Bayreuth († 1687)
- 1615 - Cristiano I di Sassonia-Merseburg, duca († 1691)
- 1619 - Federico Luigi del Palatinato-Zweibrücken, nobile tedesco († 1681)
- 1620 - Filippo Luigi di Schleswig-Holstein-Sonderburg-Wiesenburg, nobile tedesco († 1689)
- 1623 - Herman Nauwincx, pittore, incisore e mercante olandese († 1670)
- 1624 - Caterino Corner, militare italiano († 1669)
- 1652 - Lorenzo Lorenzini, matematico italiano († 1721)
- 1666 - Giovanna Fratellini, pittrice italiana († 1731)
- 1672 - Maria Gustava Gyllenstierna, poetessa, traduttrice e letterata svedese († 1737)
- 1673 - Luigi I di Melun, generale francese († 1704)
- 1675 - Domenico Rosso, arcivescovo cattolico italiano († 1747)
- 1678 - Pierre Rémond de Montmort, matematico francese († 1719)
- 1694 - Marcello Crescenzi, cardinale e arcivescovo cattolico italiano († 1768)
- 1697 - Nicola Cioffi, arcivescovo cattolico italiano († 1758)

## XVIII secolo(35)
- 1708 - Jean-Rodolphe Perronet, architetto e ingegnere francese († 1794)
- 1710 - Gaspero Bruschi, scultore italiano († 1780)
- 1723 - William Chambers, architetto britannico († 1796)
- 1728 - James Cook, esploratore, navigatore e cartografo britannico († 1779)
- 1731 - Federico Ermanno di Anhalt-Köthen-Pleß, nobile tedesco († 1797)
- 1731 - Charlotte Elizabeth Boyle, nobildonna inglese († 1754)
- 1731 - Rafael Landívar, poeta e gesuita guatemalteco († 1793)
- 1736 - James Macpherson, poeta scozzese († 1796)
- 1737 - Jacob Pieter van Braam, ammiraglio olandese († 1803)
- 1738 - Hugo Damian Erwein von Schönborn-Wiesentheid, nobile e politico tedesco († 1817)
- 1744 - Mary Moser, pittrice inglese († 1819)
- 1745 - Maksim Sozontovič Berezovskij, compositore, cantante lirico e violinista ucraino († 1777)
- 1746 - Maria Antonia von Elsener, nobildonna tedesca († 1793)
- 1749 - Joseph Strutt, incisore inglese († 1802)
- 1757 - Antonio Fortunato Stella, tipografo e editore italiano († 1833)
- 1759 - Ferenc Kazinczy, scrittore, poeta e traduttore ungherese († 1831)
- 1760 - August Neidhardt von Gneisenau, generale prussiano († 1831)
- 1760 - Richard Strachan, VI baronetto, ammiraglio britannico († 1828)
- 1761 - Matthew Baillie, medico e patologo britannico († 1823)
- 1761 - Giovanni Antonio Giobert, chimico italiano († 1834)
- 1762 - Gijsbert Karel van Hogendorp, politico olandese († 1834)
- 1762 - Giuseppe Sala, cardinale italiano († 1839)
- 1765 - Nancy Storace, soprano britannico († 1817)
- 1770 - Pietro Francesco Galleffi, cardinale italiano († 1837)
- 1771 - William Ramsay, I barone di Panmure, politico scozzese († 1852)
- 1774 - Alexander Baring, I barone Ashburton, politico e diplomatico britannico († 1848)
- 1774 - Giovanni de' Brignoli di Brünnhoff, botanico italiano († 1857)
- 1782 - Niccolò Paganini, violinista, violista e chitarrista italiano († 1840)
- 1784 - Giovanni Battista Pianciani, gesuita italiano († 1862)
- 1788 - Robert Jocelyn, III conte di Roden, politico irlandese († 1870)
- 1793 - Pierre-Bienvenu Noailles, presbitero francese († 1861)
- 1793 - Liborio Romano, politico italiano († 1867)
- 1797 - Pierre Honoré Bérard, medico francese († 1858)
- 1798 - Heinrich Scherk, matematico tedesco († 1885)
- 1799 - Cospatrick Douglas-Home, XI conte di Home, politico scozzese († 1881)

## XIX secolo(133)
- 1804 - Virginio Bordino, militare e progettista italiano († 1879)
- 1807 - Emilio De Fabris, architetto italiano († 1883)
- 1809 - Pietro Donders, missionario olandese († 1887)
- 1809 - Jakob Isler, politico e imprenditore svizzero († 1862)
- 1811 - Pierre Étienne Simon Duchartre, botanico francese († 1894)
- 1811 - Stevens Mason, politico statunitense († 1843)
- 1811 - Isaac Merritt Singer, inventore e imprenditore statunitense († 1875)
- 1814 - Henning von Bassewitz, politico tedesco († 1885)
- 1815 - Encarnación Rosal, religiosa guatemalteca († 1886)
- 1815 - Niels Ludvig Westergaard, orientalista danese († 1878)
- 1817 - Salvator Angelo De Castro, politico italiano († 1880)
- 1821 - Marie Cécile Galos, compositrice francese († 1903)
- 1823 - Gregorio II Youssef-Sayour, patriarca cattolico egiziano († 1897)
- 1824 - Rose Chéri, attrice teatrale francese († 1861)
- 1824 - Julie Hagen-Schwarz, pittrice tedesca († 1902)
- 1824 - Giovanni Quirici, compositore e organista italiano († 1896)
- 1825 - Raffaele Molin, naturalista, fisiologo e zoologo italiano († 1887)
- 1827 - Igino Cocchi, geologo e paleontologo italiano († 1913)
- 1827 - Carlo Randaccio, politico e scrittore italiano († 1909)
- 1828 - Jacob D. Cox, avvocato e generale statunitense († 1900)
- 1833 - Cándido Bareiro, politico paraguaiano († 1880)
- 1834 - François Mocquard, erpetologo francese († 1917)
- 1835 - Simon Jenko, scrittore e poeta sloveno († 1869)
- 1835 - John Spencer, V conte Spencer, nobile e politico britannico († 1910)
- 1836 - Thomas Gwyn Elger, astronomo britannico († 1897)
- 1836 - Luigi Hugues, geografo e compositore italiano († 1913)
- 1836 - Erasmus Darwin Leavitt, ingegnere meccanico e inventore statunitense († 1916)
- 1837 - Louis-Charles Boileau, architetto francese († 1914)
- 1837 - Whitelaw Reid, giornalista statunitense († 1912)
- 1838 - John Davis Long, politico statunitense († 1915)
- 1840 - Vittorio Imbriani, scrittore italiano († 1886)
- 1841 - Guillaume-Marie-Joseph Labouré, cardinale e arcivescovo cattolico francese († 1906)
- 1842 - Clarence Bicknell, esperantista, matematico e religioso britannico († 1918)
- 1842 - Giovanni Giolitti, politico italiano († 1928)
- 1842 - Louis Grégori, giornalista francese († 1910)
- 1842 - Charles Lyttelton, VIII visconte Cobham, nobile e politico inglese († 1922)
- 1843 - Lodovico Barbieri, militare e politico italiano († 1927)
- 1844 - Klas Pontus Arnoldson, politico, giornalista e scrittore svedese († 1916)
- 1845 - Michele Cardella, vescovo cattolico italiano († 1916)
- 1847 - Angelo Maffucci, patologo italiano († 1903)
- 1849 - Giuseppe Cagna, politico e avvocato italiano († 1920)
- 1852 - Francesco Budassi, politico e avvocato italiano († 1912)
- 1852 - Edward Simmons, pittore statunitense († 1931)
- 1854 - William Alexander Smith, militare scozzese († 1914)
- 1855 - Ivan Vladimirovič Mičurin, agronomo, botanico e genetista russo († 1935)
- 1856 - Kenyon Cox, pittore, illustratore e scrittore statunitense († 1919)
- 1856 - Ernest William Hobson, matematico inglese († 1933)
- 1856 - Giuseppe Pellegrino, politico italiano († 1931)
- 1858 - William Groseclose, golfista statunitense
- 1858 - Theodore Roosevelt, politico e militare statunitense († 1919)
- 1858 - Saitō Makoto, politico giapponese († 1936)
- 1858 - Valdemaro di Danimarca, principe danese († 1939)
- 1863 - Semën An-skij, scrittore, drammaturgo e giornalista russo († 1920)
- 1863 - Eduard von der Hellen, archivista, curatore editoriale e scrittore tedesco († 1927)
- 1863 - Nicolò Madalena, militare italiano († 1913)
- 1864 - Maria Teresa Casini, religiosa italiana († 1937)
- 1865 - Teofilo Rossi, politico e imprenditore italiano († 1927)
- 1867 - Karl Behting, scacchista e compositore di scacchi lettone († 1943)
- 1869 - Melek Tourhan, nobile egiziana († 1956)
- 1870 - Hippolyte-Jacques Hyvernaud, schermidore francese († 1914)
- 1870 - Nathan Roscoe Pound, giurista e insegnante statunitense († 1964)
- 1871 - Vaclav Vorovskij, rivoluzionario, giornalista e diplomatico russo († 1923)
- 1874 - Fulco Tosti di Valminuta, dirigente d'azienda e politico italiano († 1939)
- 1874 - Owen D. Young, economista statunitense († 1962)
- 1875 - Riccardo Cordiferro, scrittore, poeta e paroliere italiano († 1940)
- 1875 - Danilo Kalafatović, generale serbo († 1946)
- 1875 - Eric Phipps, diplomatico inglese († 1945)
- 1876 - Stepan Erzia, scultore russo († 1956)
- 1876 - Giuseppe Pavone, generale italiano († 1944)
- 1876 - Ferdinand Werner, politico e storico tedesco († 1961)
- 1877 - Walt Kuhn, pittore e fumettista statunitense († 1949)
- 1878 - Enrico Boscardi, generale italiano († 1960)
- 1878 - Stamen Grigorov, medico bulgaro († 1945)
- 1878 - Margaret Skeete, supercentenaria statunitense († 1994)
- 1880 - Vere Ponsonby, IX conte di Bessborough, nobile e politico britannico († 1956)
- 1881 - Edvard Larsen, triplista norvegese († 1914)
- 1882 - Charles Du Bos, scrittore e critico letterario francese († 1939)
- 1882 - Fatima Miris, attrice, cantante e trasformista italiana († 1954)
- 1883 - Aleksandr Evgen'evič Fersman, geologo, mineralogista e esploratore russo († 1945)
- 1883 - Brian Harley, compositore di scacchi britannico († 1955)
- 1883 - Ivan Pregelj, scrittore sloveno († 1960)
- 1883 - Charles Scott, giocatore di lacrosse britannico († 1954)
- 1884 - Anna Krauss, antifascista tedesca († 1943)
- 1884 - Jane Murfin, sceneggiatrice e commediografa statunitense († 1955)
- 1884 - Paolo Signorini, dirigente d'azienda italiano († 1966)
- 1884 - Shirō Takasu, ammiraglio giapponese († 1944)
- 1885 - Alberto Ferrero, generale italiano († 1969)
- 1885 - Sigrid Hjertén, pittrice svedese († 1948)
- 1885 - August Liebmann Mayer, storico dell'arte tedesco († 1944)
- 1885 - Karl Julius Lohnert, astronomo e psicologo tedesco († 1944)
- 1886 - Isaac Bentham, pallanuotista britannico († 1917)
- 1886 - Jules Verbrugge, calciatore francese († 1921)
- 1887 - Ruitarō Fujita, ammiraglio giapponese († 1947)
- 1887 - Philippe Le Hardy de Beaulieu, schermidore belga († 1942)
- 1887 - Jurij Aleksandrovič Šaporin, compositore sovietico († 1966)
- 1887 - Elis Sipilä, ginnasta finlandese († 1958)
- 1887 - Nico de Wolf, calciatore olandese († 1967)
- 1888 - Richard Eichberg, regista, attore e produttore cinematografico tedesco († 1953)
- 1888 - Otto Löble, calciatore tedesco († 1967)
- 1888 - Evelina Ravis, pediatra e psichiatra italiana († 1977)
- 1889 - Enid Bagnold, scrittrice e drammaturga britannica († 1981)
- 1889 - Bruno Biagi, avvocato e politico italiano († 1947)
- 1889 - Fanny Durack, nuotatrice australiana († 1956)
- 1889 - Willy Eisenschitz, pittore francese († 1974)
- 1889 - Rudolf Leonhard, scrittore e attivista tedesco († 1953)
- 1890 - Mario Carlesi, scultore italiano († 1968)
- 1890 - Zhang Zhizhong, generale e politico cinese († 1969)
- 1891 - Karl Braunsteiner, calciatore austriaco († 1916)
- 1891 - Paul Grüninger, calciatore svizzero († 1972)
- 1891 - Martien Houtkooper, calciatore olandese († 1961)
- 1892 - Graciliano Ramos, scrittore, giornalista e politico brasiliano († 1953)
- 1893 - Werner Kuhnt, calciatore tedesco († 1970)
- 1893 - Giovanni Nicelli, militare e aviatore italiano († 1918)
- 1894 - Oliver Leese, generale britannico († 1978)
- 1894 - John Lennard-Jones, matematico, fisico e chimico britannico († 1954)
- 1894 - Albert Préjean, attore francese († 1979)
- 1894 - Fritz Sauckel, politico e criminale di guerra tedesco († 1946)
- 1894 - Martino Veduti, militare italiano († 1972)
- 1895 - Comasco Comaschi, anarchico italiano († 1922)
- 1895 - Ivo Oliveti, politico, aviatore e militare italiano († 1936)
- 1895 - Charun Rattanakun Seriroengrit, generale, politico e funzionario thailandese († 1983)
- 1896 - Edith Brown, britannica († 1997)
- 1896 - Margareta Petrovna Froman, ballerina, coreografa e insegnante russa († 1970)
- 1896 - Moe Herscovitch, pugile canadese († 1969)
- 1898 - Erwin Friedrich Baumann, architetto e scultore svizzero († 1980)
- 1898 - Varrone Ducci, politico italiano († 1945)
- 1898 - Élisabeth d'Ayen, tennista francese († 1969)
- 1899 - Michail Žarov, regista cinematografico e attore sovietico († 1981)
- 1900 - Sante Brinati, politico e antifascista italiano († 1975)
- 1900 - John Hennessey, tennista statunitense († 1981)
- 1900 - Lidija Ruslanova, cantante sovietica († 1973)
- 1900 - Vittori, calciatore italiano
- 1900 - Ko Willems, pistard olandese († 1983)

## XX secolo(843)
- 1901 - Danio Bolognini, vescovo cattolico italiano († 1972)
- 1901 - Luis Brunetto, triplista e lunghista argentino († 1968)
- 1901 - Ignác Molnár, allenatore di calcio e calciatore ungherese († 1986)
- 1901 - Lucio Piccolo, poeta, esoterista e musicologo italiano († 1969)
- 1902 - Emil Jónsson, politico islandese († 1986)
- 1902 - Olindo Preziosi, politico italiano († 1965)
- 1903 - Jonas Jonsson, tiratore a segno svedese († 1996)
- 1903 - Vittorio Passalacqua, politico italiano
- 1903 - Rodolfo Tomich, calciatore e allenatore di calcio italiano
- 1903 - Franco Valsecchi, storico italiano († 1991)
- 1904 - Ernő Schwarz, calciatore, allenatore di calcio e dirigente sportivo ungherese († 1974)
- 1905 - Eleonora Bracco, archeologa italiana († 1977)
- 1905 - Eugenio Gestri, ciclista su strada italiano († 1944)
- 1905 - Bryan Guinness, II barone Moyne, nobile, avvocato e poeta britannico († 1992)
- 1905 - Henry Mann, matematico statunitense († 2000)
- 1906 - Bobby Barclay, calciatore inglese († 1969)
- 1906 - Nello Baroni, architetto italiano († 1958)
- 1906 - Carla Castellani, soprano italiano († 2005)
- 1906 - Giovanni Comini, politico italiano († 2002)
- 1906 - Joseph Dervaes, ciclista su strada belga († 1986)
- 1906 - Alfred Whitney Griswold, storico statunitense († 1963)
- 1906 - Walter Guandalini, calciatore italiano († 1989)
- 1906 - Gabriel Scognamillo, scenografo italiano († 1974)
- 1906 - Kazuo Ōno, danzatore giapponese († 2010)
- 1907 - Punx, illusionista e scrittore tedesco († 1996)
- 1907 - Olavi Laiho, militare finlandese († 1944)
- 1907 - Adelaide Lambert, nuotatrice statunitense († 1996)
- 1907 - Alessandro Lissoni, architetto, designer e urbanista italiano († 1980)
- 1907 - Helmut Walcha, organista, clavicembalista e compositore tedesco († 1991)
- 1908 - James M. Aitken, scacchista scozzese († 1983)
- 1908 - Giannina Cattaneo Petrini, politica italiana († 2008)
- 1908 - George Feyer, pianista ungherese († 2001)
- 1908 - Lee Krasner, pittrice statunitense († 1984)
- 1908 - Ferruccio Martinelli, compositore e arrangiatore italiano († 1989)
- 1908 - Willy Osterrieth, schermidore belga († 1931)
- 1908 - Abner Rossi, violoncellista, chitarrista e compositore italiano († 1987)
- 1908 - Amedeo Rotondi, scrittore e filosofo italiano († 1999)
- 1909 - Kjell Moe, calciatore norvegese († 1999)
- 1909 - Red Pollard, fantino canadese († 1981)
- 1909 - Rūdolfs Slavišens, calciatore lettone († 1995)
- 1909 - Henry Townsend, musicista statunitense († 2006)
- 1910 - Otello Boccaccini, cantante italiano († 1992)
- 1910 - Jack Carson, attore canadese († 1963)
- 1910 - Frederick de Cordova, regista e produttore televisivo statunitense († 2001)
- 1910 - Herschel Daugherty, regista e attore statunitense († 1993)
- 1910 - Karl William Kapp, economista tedesco († 1976)
- 1910 - Carlo Romanatti, ciclista su strada italiano († 1975)
- 1911 - Nino Crisman, attore e produttore cinematografico italiano († 1983)
- 1911 - Leif Erickson, attore statunitense († 1986)
- 1911 - Daniel P. Mannix, scrittore statunitense († 1997)
- 1911 - Virgilio Pongiluppi, militare e aviatore italiano († 1943)
- 1912 - Aleksandr Nikolaevič Kibizov, militare sovietico († 2001)
- 1912 - Conlon Nancarrow, compositore statunitense († 1997)
- 1912 - Madeleine Sologne, attrice francese († 1995)
- 1912 - Olav Ulvestad, scacchista statunitense († 2000)
- 1913 - Wolfgang Birkner, militare tedesco († 1945)
- 1913 - Joe Medicine Crow, storico statunitense († 2016)
- 1913 - Rory Mallinson, attore statunitense († 1976)
- 1913 - Emilio Milan, poeta italiano († 1989)
- 1913 - Luigi Piotti, pilota automobilistico e imprenditore italiano († 1971)
- 1913 - Enzo Poli, politico italiano († 1975)
- 1913 - Otto Wichterle, chimico ceco († 1998)
- 1913 - Arie de Winter, calciatore olandese († 1983)
- 1913 - Oswald Zappelli, schermidore svizzero († 1968)
- 1914 - Lino Cason, calciatore italiano († 1989)
- 1914 - Jan Kott, saggista e critico teatrale polacco († 2001)
- 1914 - Dylan Thomas, poeta, scrittore e drammaturgo gallese († 1953)
- 1915 - Diana Bandini Rogliani, italiana († 2006)
- 1915 - Giuseppe Cesaro, calciatore italiano
- 1915 - Bernard Gagnebin, giurista, letterato e storico svizzero († 1998)
- 1915 - Corrie Laddé, nuotatrice olandese († 1996)
- 1915 - Nikolaj Ljukšinov, allenatore di calcio e calciatore sovietico († 2010)
- 1915 - Giuseppe Milesi, pittore italiano († 2001)
- 1915 - Harry Saltzman, produttore cinematografico canadese († 1994)
- 1915 - Vittorio Sanipoli, attore e doppiatore italiano († 1992)
- 1916 - Kazimierz Brandys, scrittore polacco († 2000)
- 1917 - Henry Carlsson, calciatore e allenatore di calcio svedese († 1999)
- 1917 - Teresio Dutto, calciatore italiano
- 1917 - Urho Lehtovaara, militare e aviatore finlandese († 1949)
- 1917 - Oliver Tambo, politico sudafricano († 1993)
- 1917 - Nils Täpp, fondista svedese († 2000)
- 1917 - Paolo Vannucci, militare italiano († 1943)
- 1918 - Edgar Herschler, avvocato e politico statunitense († 1990)
- 1918 - John Simpson, calciatore inglese († 2000)
- 1918 - Teresa Wright, attrice statunitense († 2005)
- 1919 - Gladia Angeli, scrittrice, poetessa e giornalista italiana († 1993)
- 1919 - Obdulio Diano, calciatore argentino († 2007)
- 1919 - Otto Rüfenacht, schermidore svizzero († 1982)
- 1919 - Michel Schwalbé, violinista polacco († 2012)
- 1919 - Jeremiah Stamler, cardiologo, epidemiologo e attivista statunitense († 2022)
- 1920 - Felicisimo Ampon, tennista filippino († 1997)
- 1920 - Nanette Fabray, attrice, cantante e ballerina statunitense († 2018)
- 1920 - Charles Horvath, attore statunitense († 1978)
- 1920 - Guido Manfré, calciatore italiano († 1997)
- 1920 - Kocheril Raman Narayanan, politico indiano († 2005)
- 1920 - Mihály Vörös, calciatore e allenatore di calcio ungherese († 2008)
- 1921 - José Adem, matematico messicano († 1991)
- 1921 - Benito Alazraki, regista, sceneggiatore e produttore cinematografico messicano († 2007)
- 1921 - Antonio Cederna, giornalista, ambientalista e politico italiano († 1996)
- 1921 - Oldřich Černík, politico cecoslovacco († 1994)
- 1921 - Leonardo Costagliola, calciatore e allenatore di calcio italiano († 2008)
- 1921 - Olavi Ojanperä, canoista finlandese († 2016)
- 1922 - Romeo Anconetani, dirigente sportivo, giornalista e imprenditore italiano († 1999)
- 1922 - Victorio Cieslinskas, cestista uruguaiano († 2007)
- 1922 - Rino De Togni, calciatore italiano († 1983)
- 1922 - Ruby Dee, attrice, attivista e sceneggiatrice statunitense († 2014)
- 1922 - Michel Galabru, attore francese († 2016)
- 1922 - Ralph Kiner, giocatore di baseball statunitense († 2014)
- 1922 - Carlos Andrés Pérez, politico venezuelano († 2010)
- 1922 - Del Rice, giocatore di baseball e cestista statunitense († 1983)
- 1922 - Victoria Santa Cruz, compositrice, coreografa e designer peruviana († 2014)
- 1922 - George Young, calciatore e allenatore di calcio scozzese († 1997)
- 1923 - Ambrogio Baira, calciatore italiano († 2004)
- 1923 - Renata Carraretto, sciatrice alpina italiana († 2000)
- 1923 - Francesco Di Nicola, politico italiano († 2015)
- 1923 - Roy Lichtenstein, artista statunitense († 1997)
- 1923 - Giulio Nascimbeni, giornalista e scrittore italiano († 2008)
- 1923 - Giasone Piccioni, ammiraglio italiano († 2002)
- 1923 - Ned Wertimer, attore statunitense († 2013)
- 1924 - Alain Bombard, medico, biologo e navigatore francese († 2005)
- 1924 - Lina Buffolente, fumettista italiana († 2007)
- 1924 - George Wallington, pianista e compositore statunitense († 1993)
- 1924 - Eugene Galanter, psicologo statunitense († 2016)
- 1924 - Luigi Michele Galli, politico italiano († 2001)
- 1924 - Douglas Huebler, artista statunitense († 1997)
- 1924 - Alfredo Ramos Castilho, allenatore di calcio e calciatore brasiliano († 2012)
- 1924 - Ronnie Taylor, direttore della fotografia inglese († 2018)
- 1925 - Gianni Bonagura, attore e doppiatore italiano († 2017)
- 1925 - Warren Christopher, politico e diplomatico statunitense († 2011)
- 1925 - Mirella Forlivesi, artista italiana
- 1925 - Jirō Ono, cuoco giapponese
- 1925 - Giuseppe Siro Trezzini, politico italiano († 1979)
- 1926 - Otto Baitinger, ex calciatore tedesco
- 1926 - Harry Robbins Haldeman, politico e imprenditore statunitense († 1993)
- 1926 - Enzo Maiolino, pittore italiano († 2016)
- 1926 - Stan Milburn, calciatore inglese († 2010)
- 1926 - Alan Tyson, musicologo britannico († 2000)
- 1926 - Kai Warner, compositore e direttore d'orchestra tedesco († 1982)
- 1927 - Dominick Argento, compositore statunitense († 2019)
- 1927 - Elettrio Corda, scrittore e storico italiano († 1996)
- 1927 - Kiem Keng Kwee, astronomo indonesiano († 2023)
- 1927 - Júlio Duarte Langa, cardinale e vescovo cattolico mozambicano
- 1927 - Giorgio Milesi, saggista, scrittore e artista italiano († 2008)
- 1927 - Bernard Parmegiani, compositore francese († 2013)
- 1927 - Hugo Schiltz, politico e avvocato belga († 2006)
- 1927 - Aleksandr Seryj, regista sovietico († 1987)
- 1928 - Milka Babović, giornalista, ostacolista e velocista jugoslava († 2020)
- 1928 - Miroslav Filip, scacchista ceco († 2009)
- 1928 - Irving Guttman, regista teatrale canadese († 2014)
- 1928 - Joseph Phan Thế Hinh, vescovo cattolico vietnamita († 1989)
- 1928 - Kyle Rote, giocatore di football americano statunitense († 2002)
- 1929 - Myra Carter, attrice statunitense († 2016)
- 1929 - Bill George, giocatore di football americano statunitense († 1982)
- 1929 - Thomas Geve, scrittore e ingegnere israeliano († 2024)
- 1929 - Michele Sce, matematico italiano († 1993)
- 1929 - Camillo Zanolli, fondista italiano († 2019)
- 1930 - Pino Amato, politico italiano († 1980)
- 1930 - Liliana Bonfatti, attrice italiana († 2005)
- 1930 - Decio Canzio, curatore editoriale e fumettista italiano († 2013)
- 1930 - Bryan Edwards, allenatore di calcio e calciatore inglese († 2016)
- 1930 - Jorge Grau, regista spagnolo († 2018)
- 1930 - Richard Griese, cestista e pallamanista tedesco († 2016)
- 1930 - Johann Liebenberger, pallanuotista austriaco († 2002)
- 1930 - Vera Martelli, velocista italiana († 2017)
- 1930 - Philip Meyer, giornalista e scrittore statunitense († 2023)
- 1930 - Luciano Padoan, ex calciatore italiano
- 1930 - Wilfredo Peláez, cestista uruguaiano († 2019)
- 1930 - Gustave Solomon, matematico e ingegnere statunitense († 1996)
- 1930 - Rocco Spinola, sollevatore italiano († 1998)
- 1930 - Gladys West, matematica e geodeta statunitense
- 1931 - Werner Bormann, economista e esperantista tedesco († 2013)
- 1931 - Leo Hebert, giocatore di curling canadese († 2020)
- 1931 - Nawal al-Sa'dawi, scrittrice, psichiatra e saggista egiziana († 2021)
- 1931 - Richard Smith, pittore britannico († 2016)
- 1932 - Lawrence Aloysius Burke, arcivescovo cattolico giamaicano († 2010)
- 1932 - Jean-Pierre Cassel, attore, ballerino e doppiatore francese († 2007)
- 1932 - Harry Gregg, calciatore e allenatore di calcio nordirlandese († 2020)
- 1932 - Sylvia Plath, poetessa statunitense († 1963)
- 1932 - Taisto Ravantti, cestista finlandese († 2004)
- 1932 - Ernesto Tross, artista, scrittore e velista tedesco († 2020)
- 1933 - Giovannangelo Camporeale, archeologo e etruscologo italiano († 2017)
- 1933 - Floyd Cramer, pianista statunitense († 1997)
- 1933 - Joachim Ruhuna, arcivescovo cattolico burundese († 1996)
- 1934 - Carolyn Craig, attrice statunitense († 1970)
- 1934 - Paulo César de Araújo, calciatore brasiliano († 1991)
- 1934 - Jacqueline Dulac, cantante francese
- 1934 - Mabel Karr, modella e attrice argentina († 2001)
- 1934 - Maxence Larrieu, flautista francese
- 1934 - Darcy Loss Luzzatto, matematico e scrittore brasiliano († 2020)
- 1934 - Barre Phillips, contrabbassista statunitense († 2024)
- 1934 - Horacio Troche, allenatore di calcio e calciatore uruguaiano († 2014)
- 1935 - Frank Adonis, attore e regista statunitense († 2018)
- 1935 - Leonello Bionda, batterista italiano († 2018)
- 1935 - Giorgio Grassi, architetto italiano
- 1935 - Eligio Insfrán, ex calciatore paraguaiano
- 1935 - Eliseo Insfrán, calciatore paraguaiano († 2020)
- 1935 - Anna Maria Pancani, attrice italiana († 1993)
- 1935 - Lino Patruno, cabarettista e musicista italiano
- 1935 - Mauricio de Sousa, fumettista brasiliano
- 1936 - Conchita Bautista, cantante e attrice spagnola
- 1936 - Jacques Berenguer, criminale francese († 1988)
- 1936 - Dave Charlton, pilota di Formula 1 sudafricano († 2013)
- 1936 - Neil Sheehan, giornalista e scrittore statunitense († 2021)
- 1936 - Franco Velchi, scenografo italiano († 2007)
- 1936 - Khawaja Zaka-ud-Din, hockeista su prato e allenatore di hockey su prato pakistano
- 1936 - Nicolas Zourabichvili, compositore francese
- 1936 - Helga von Brauchitsch, fotografa tedesca († 2023)
- 1937 - Eugen Ekman, ex ginnasta finlandese
- 1937 - Gérard Genot, critico letterario e traduttore francese († 2018)
- 1937 - Gert Hansen, ex calciatore danese
- 1937 - Luis Grimaldi, allenatore di calcio uruguaiano († 2020)
- 1937 - Michail Mustygin, calciatore sovietico († 2023)
- 1937 - Pery Ribeiro, cantante, compositore e attore brasiliano († 2012)
- 1938 - Maurice Hinchey, politico statunitense († 2017)
- 1938 - Miguel Jones, calciatore spagnolo († 2020)
- 1938 - Luigi Lepri, scrittore italiano († 2025)
- 1938 - Edda Moser, soprano tedesco
- 1939 - Robbie Brightwell, velocista britannico († 2022)
- 1939 - John Cleese, attore, comico e sceneggiatore britannico
- 1939 - Jean Djorkaeff, dirigente sportivo, ex calciatore e allenatore di calcio francese
- 1939 - Marino Perani, calciatore e allenatore di calcio italiano († 2017)
- 1939 - Eric Skeels, ex calciatore inglese
- 1940 - Chabibullo Abdusamatov, astrofisico russo
- 1940 - John Gotti, mafioso statunitense († 2002)
- 1940 - Maxine Hong Kingston, scrittrice statunitense
- 1940 - Donato Manfroi, politico italiano († 2022)
- 1940 - Shahnaz Pahlavi, iraniana
- 1940 - Achille Rossi, presbitero, filosofo e educatore italiano
- 1940 - Georges Van Coningsloo, ciclista su strada belga († 2002)
- 1940 - Wolfgang Winkler, slittinista tedesco occidentale († 2001)
- 1941 - Atilio Fruet, cestista argentino († 2018)
- 1941 - William Gay, scrittore statunitense († 2012)
- 1941 - Giovanni Ricevuto, politico italiano
- 1942 - Mike Appel, produttore discografico statunitense
- 1942 - Philip Catherine, chitarrista belga
- 1942 - Lee Greenwood, cantante, cantautore e musicista statunitense
- 1942 - Janusz Korwin-Mikke, politico e giornalista polacco
- 1942 - Patricia Neary, ex ballerina, direttrice artistica e insegnante statunitense
- 1943 - Luca Alinari, pittore italiano († 2019)
- 1943 - Carmen Argenziano, attore statunitense († 2019)
- 1943 - Les Daniels, scrittore statunitense († 2011)
- 1943 - Đorđe Milić, allenatore di calcio e ex calciatore serbo
- 1943 - Michel Ocelot, regista, sceneggiatore e animatore francese
- 1943 - Jerry Rook, cestista statunitense († 2019)
- 1943 - Gianfranco Saraca, ingegnere e politico italiano († 2014)
- 1943 - Jean Schultheis, cantautore, musicista e produttore discografico francese
- 1944 - Jader Barbalho, politico brasiliano
- 1944 - Vítor Godinho, calciatore portoghese († 2023)
- 1944 - Richard Kraut, filosofo e grecista statunitense
- 1944 - Thomas R. Nevin, saggista statunitense
- 1944 - Fernando Ocáriz Braña, presbitero e teologo spagnolo
- 1944 - Robert Olthoff, ex hockeista su pista olandese
- 1944 - Piet Oudolf, designer e scrittore olandese
- 1944 - Peter Short, calciatore e allenatore di calcio inglese († 1984)
- 1944 - Georgij V'jun, calciatore e allenatore di calcio sovietico († 2008)
- 1945 - Arild Andersen, contrabbassista norvegese
- 1945 - Jean Guizerix, ex ballerino e coreografo francese
- 1945 - Renato Ravasio, politico italiano
- 1945 - Luiz Inácio Lula da Silva, politico e sindacalista brasiliano
- 1945 - Silvano Simeon, discobolo italiano († 2010)
- 1945 - Carrie Snodgress, attrice statunitense († 2004)
- 1945 - Frank Spraggon, ex calciatore inglese
- 1945 - John Williams, giocatore di football americano statunitense († 2012)
- 1945 - Giuseppe Wilson, calciatore e dirigente sportivo italiano († 2022)
- 1946 - Michèle Battut, pittrice e scultrice francese
- 1946 - Leslie Byrne, politica statunitense
- 1946 - Terry Hart, ex astronauta statunitense
- 1946 - Kathy Harter, ex tennista statunitense
- 1946 - Peter Martins, ballerino, coreografo e direttore artistico danese
- 1946 - Mihaela Mihai, cantante e attrice rumena
- 1946 - Steven Nagel, astronauta statunitense († 2014)
- 1946 - Ivan Reitman, regista e produttore cinematografico slovacco († 2022)
- 1946 - Richard Rudolph, produttore discografico e musicista statunitense
- 1946 - Arkadij Sirenko, regista sovietico
- 1946 - Wolfgang Streeck, sociologo e economista tedesco
- 1946 - Kenneth Turan, critico cinematografico statunitense
- 1947 - José Luis Abilleira, ex ciclista su strada spagnolo
- 1947 - Galina Alekseeva, tuffatrice sovietica († 2024)
- 1947 - James Cosmo, attore britannico
- 1947 - Gunter Demnig, artista tedesco
- 1947 - Viktor Fëdorovič Karpuchin, agente segreto sovietico († 2003)
- 1947 - Gabriele Parenti, scrittore, regista e giornalista italiano
- 1948 - Leonardo Coen, giornalista e scrittore italiano
- 1948 - Rick Fisher, cestista statunitense († 2019)
- 1948 - Françoise Hemeryck, ex cestista francese
- 1948 - Tom Jackson, attore e cantante canadese
- 1948 - Rex Morgan, cestista e allenatore di pallacanestro statunitense († 2016)
- 1948 - Gianni Nazzaro, cantante e attore italiano († 2021)
- 1948 - Paola Strauss, ex sciatrice alpina italiana
- 1948 - Yves Triantafyllos, ex calciatore francese
- 1948 - Maurizio Turone, ex calciatore italiano
- 1948 - José Miguel Wisnik, compositore, critico letterario e pianista brasiliano
- 1948 - Bernie Wrightson, fumettista statunitense († 2017)
- 1949 - Mauro Battaglini, dirigente sportivo e procuratore sportivo italiano († 2020)
- 1949 - Julio Cardeñosa, allenatore di calcio e ex calciatore spagnolo
- 1949 - Mike Kopetski, politico statunitense
- 1949 - Garry Tallent, bassista e produttore discografico statunitense
- 1950 - Fran Lebowitz, scrittrice e attrice statunitense
- 1950 - Cees Priem, ex ciclista su strada olandese
- 1950 - Pierre Repellini, allenatore di calcio e ex calciatore francese
- 1950 - Juan Roca, cestista cubano († 2022)
- 1951 - Aldo Ammazzalorso, allenatore di calcio e ex calciatore argentino
- 1951 - K. K. Downing, chitarrista e compositore britannico
- 1951 - Wolfgang Junginger, sciatore alpino tedesco († 1982)
- 1951 - Jayne Kennedy, personaggio televisivo, modella e attrice statunitense
- 1951 - Toninho Barroso, allenatore di calcio brasiliano
- 1951 - Marc Weller, ex calciatore francese
- 1952 - Roberto Benigni, attore, comico e regista italiano
- 1952 - Miguel Ángel Bordón, calciatore argentino († 2003)
- 1952 - Bill Bottrell, produttore discografico, musicista e compositore statunitense
- 1952 - Renato Copparoni, allenatore di calcio e ex calciatore italiano
- 1952 - Hazell Dean, cantante britannica
- 1952 - Brigitte Engerer, pianista francese († 2012)
- 1952 - Francis Fukuyama, politologo statunitense
- 1952 - Atsuyoshi Furuta, ex calciatore giapponese
- 1952 - Patrizia Mirigliani, imprenditrice e personaggio televisivo italiana
- 1952 - Mario Morcone, prefetto e politico italiano
- 1953 - Michael Baker, ex astronauta statunitense
- 1953 - Peter Firth, attore inglese
- 1953 - Thomas Hauser, ex sciatore alpino austriaco
- 1953 - Robert Irving III, pianista, compositore e arrangiatore statunitense
- 1953 - Robert Picardo, attore statunitense
- 1953 - Ruy Rendón Leal, arcivescovo cattolico messicano
- 1954 - Ove Andreassen, allenatore di calcio e ex calciatore norvegese
- 1954 - Frank Crudele, attore italiano
- 1954 - Andrea Carmine De Simone, politico italiano
- 1954 - Jan Duursema, fumettista statunitense
- 1954 - Frank Gray, ex calciatore e allenatore di calcio scozzese
- 1954 - Lee Kang-jo, ex calciatore sudcoreano
- 1954 - Sergej Naryškin, dirigente pubblico e politico russo
- 1954 - Anuradha Paudwal, cantante indiana
- 1954 - Tom Scheffler, ex cestista e allenatore di pallacanestro statunitense
- 1954 - John Sumegi, ex canoista australiano
- 1954 - Maurizio Trombini, attore, doppiatore e annunciatore televisivo italiano
- 1955 - Salvatore Armidoro, ex calciatore italiano
- 1955 - Tony Benjamin, ex giocatore di football americano statunitense
- 1955 - Claudia Giordani, dirigente sportiva e ex sciatrice alpina italiana
- 1955 - Éva Gulyás, ex cestista ungherese
- 1955 - Jörg Hartmann e Lothar Schleusener, tedesco († 1966)
- 1955 - Francis Nadeem, presbitero pakistano († 2020)
- 1955 - Cecil Rose, cestista bahamense († 2013)
- 1955 - Isidoro San José, ex calciatore spagnolo
- 1955 - Reynald Secher, storico e scrittore francese
- 1955 - Michael Shamus Wiles, attore statunitense
- 1956 - Maria Angela Cassol, medaglista italiana
- 1956 - Matt Cavanaugh, ex giocatore di football americano e allenatore di football americano statunitense
- 1956 - Michèle Chardonnet, ex ostacolista francese
- 1956 - Cinzia Delisi, ex ginnasta italiana
- 1956 - Michael Donhauser, poeta, scrittore e traduttore liechtensteinese
- 1956 - Veronica Hart, ex attrice pornografica statunitense
- 1956 - Manuel Jiménez Abalo, ex calciatore spagnolo
- 1956 - Dave LaRue, bassista statunitense
- 1956 - Renato Lio, militare italiano († 1991)
- 1956 - Stanley Praimnath, guyanese
- 1956 - Maria Alessandra Sandulli, giurista italiana
- 1956 - Joaquín Ventura, ex calciatore salvadoregno
- 1956 - Christiane Wartenberg, mezzofondista tedesca orientale
- 1957 - Walter Cecconi, danzatore su ghiaccio italiano
- 1957 - Jeff East, attore statunitense
- 1957 - Andrea Gabrielli, imprenditore e dirigente sportivo italiano
- 1957 - Gino Gerosa, cardiochirurgo italiano
- 1957 - Humberto Grondona, allenatore di calcio e ex calciatore argentino
- 1957 - Glenn Hoddle, ex calciatore e allenatore di calcio inglese
- 1957 - Peter Marc Jacobson, produttore televisivo, sceneggiatore e attore statunitense
- 1957 - Virgílio Lopes, ex calciatore portoghese
- 1957 - Fabio Nieder, compositore, pianista e direttore d'orchestra italiano
- 1957 - Massimo Olcese, comico e attore italiano
- 1957 - Shin'ichirō Takahashi, ex calciatore giapponese
- 1957 - Tsai Ming-liang, regista e sceneggiatore malese
- 1957 - Jürgen Uteß, ex calciatore tedesco orientale
- 1957 - Tullio Visioli, compositore, flautista e cantante italiano
- 1958 - Gordon Cowans, allenatore di calcio e ex calciatore inglese
- 1958 - Manu Katché, batterista francese
- 1958 - Simon Le Bon, cantante britannico
- 1958 - Paolo Mazzeni, ex calciatore italiano
- 1958 - Marco Milanese, archeologo italiano
- 1958 - Donnell Thompson, giocatore di football americano statunitense († 2024)
- 1959 - Rick Carlisle, allenatore di pallacanestro e ex cestista statunitense
- 1959 - Silvano Fuso, divulgatore scientifico e saggista italiano
- 1959 - Víctor Luna, calciatore colombiano († 2024)
- 1959 - Hiroshi Ohashi, allenatore di calcio giapponese
- 1959 - Brian Pockar, pattinatore artistico su ghiaccio canadese († 1992)
- 1959 - Peter Renner, ex siepista neozelandese
- 1959 - Fedele Sanciu, politico italiano
- 1959 - Bruno Siciliano, ingegnere e divulgatore scientifico italiano
- 1959 - Clinton Wheeler, cestista statunitense († 2019)
- 1960 - Oleg Bryjak, baritono kazako († 2015)
- 1960 - Mike Gibson, ex cestista statunitense
- 1960 - Simone Jay, cantautrice statunitense
- 1960 - Serginho Schiochet, allenatore di calcio a 5 e ex giocatore di calcio a 5 brasiliano
- 1960 - Václava Šimonová, ex cestista cecoslovacca
- 1961 - András Csepregi, ex calciatore e ex giocatore di calcio a 5 ungherese
- 1961 - Robert Domes, giornalista e scrittore tedesco
- 1961 - Eduardo Freitas, dirigente sportivo portoghese
- 1961 - Jesús Glaría Yetano, ex calciatore spagnolo
- 1961 - Stewart Granger, ex cestista canadese
- 1961 - Mia Gundersen, cantante e attrice norvegese
- 1961 - Oliviero Malaspina, cantautore, scrittore e poeta italiano
- 1961 - Paolo Mazza, ex calciatore sammarinese
- 1961 - Margaret Mazzantini, scrittrice, drammaturga e attrice italiana
- 1961 - Daniele Montroni, politico italiano
- 1961 - Fabio Rossello, imprenditore italiano
- 1961 - Joanna Scanlan, attrice e sceneggiatrice britannica
- 1961 - Wilmar Valencia, allenatore di calcio e ex calciatore peruviano
- 1961 - David White, genealogista inglese
- 1961 - Damian Young, attore statunitense
- 1962 - Ang Peng Siong, ex nuotatore singaporiano
- 1962 - Erik de Bruyn, regista e sceneggiatore olandese
- 1962 - Jürgen Hartmann, allenatore di calcio e ex calciatore tedesco
- 1962 - Jun'ichi Kanemaru, doppiatore e cantante giapponese
- 1962 - Berto Martínez, ex calciatore spagnolo
- 1962 - Stewart McKimmie, ex calciatore scozzese
- 1962 - Sant Baljit Singh, filosofo indiano
- 1962 - Ikkei Watanabe, attore giapponese
- 1963 - Mohamed Abbas, ex maratoneta nigeriano
- 1963 - Lou Hoffner, cantante tedesca
- 1963 - Lee Young-jin, ex calciatore sudcoreano
- 1963 - Marla Maples, attrice, conduttrice televisiva e conduttrice radiofonica statunitense
- 1963 - Tom McKean, ex mezzofondista britannico
- 1963 - Cvijan Milošević, ex calciatore serbo
- 1963 - Farin Urlaub, cantautore e musicista tedesco
- 1963 - Feyyaz Uçar, allenatore di calcio e ex calciatore turco
- 1963 - Franky Vanhooren, pattinatore di short track belga
- 1963 - Zhu Ping, ex calciatore cinese
- 1963 - Abd al-Aziz bin Abd Allah Al Sa'ud, politico e imprenditore saudita
- 1963 - Marcélia Cartaxo, attrice brasiliana
- 1964 - Gerd Gottlob, giornalista tedesco
- 1964 - Jill Hetherington, ex tennista canadese
- 1964 - Mary T. Meagher, ex nuotatrice statunitense
- 1964 - Raffaella Memo, ex canottiera italiana
- 1964 - Žarko Petrović, pallavolista e dirigente sportivo serbo († 2007)
- 1964 - Aleksandr Ponomarenko, imprenditore russo
- 1964 - Domenico Raccuglia, mafioso italiano
- 1964 - Paolo Daniele Zanotti, ex calciatore sammarinese
- 1965 - Demeke Bekele, ex mezzofondista e maratoneta etiope
- 1965 - Paul Broten, ex hockeista su ghiaccio statunitense
- 1965 - Matt Chessé, montatore statunitense
- 1965 - Mauro Gambetti, cardinale, arcivescovo cattolico e religioso italiano
- 1965 - Oleg Valerievič Kotov, cosmonauta russo
- 1965 - Atlee Mahorn, ex velocista canadese
- 1965 - Michael O'Connor, costumista britannico
- 1965 - Stefan Prein, pilota motociclistico tedesco
- 1965 - Ferdinando Sallustio, saggista e personaggio televisivo italiano
- 1965 - Evelina Santangelo, scrittrice e traduttrice italiana
- 1965 - Harvey Wippleman, statunitense
- 1966 - Gudrun Arnitz, ex sciatrice alpina austriaca
- 1966 - Dibyendu Barua, scacchista indiano
- 1966 - Thierry De Neef, ex calciatore e allenatore di calcio francese
- 1966 - Jens Fjellström, opinionista e ex calciatore svedese
- 1966 - Asier García, ex calciatore spagnolo
- 1966 - Csaba Köves, ex schermidore ungherese
- 1966 - Antonio Manicone, allenatore di calcio e ex calciatore italiano
- 1966 - Oleg Moldovan, ex tiratore a segno moldavo
- 1966 - Marko Perković Thompson, cantante e compositore croato
- 1966 - Nicole Petignat, ex calciatrice e arbitro di calcio svizzera
- 1966 - Teodoro Piccinno, ex calciatore italiano
- 1967 - Hilde Claes, ex politica belga
- 1967 - Federica D'Astolfo, allenatrice di calcio e ex calciatrice italiana
- 1967 - Jaren Jackson, ex cestista e allenatore di pallacanestro statunitense
- 1967 - Simone Moro, alpinista, scrittore e aviatore italiano
- 1967 - Federica Panicucci, conduttrice televisiva e conduttrice radiofonica italiana
- 1967 - Chris Sawyer, autore di videogiochi britannico
- 1967 - Scott Weiland, cantautore statunitense († 2015)
- 1968 - Francesco Artibani, fumettista e sceneggiatore italiano
- 1968 - Bertrand Damaisin, ex judoka francese
- 1968 - Paul Darden, giocatore di poker e imprenditore statunitense
- 1968 - Ainhoa Ibarra, ex sciatrice alpina spagnola
- 1968 - Marcus Liberty, ex cestista statunitense
- 1968 - Dīmītrīs Priftīs, allenatore di pallacanestro greco
- 1968 - Vinny Samways, ex calciatore inglese
- 1969 - Mauro Bacchin, allenatore di calcio e ex calciatore italiano
- 1969 - John Kasay, ex giocatore di football americano statunitense
- 1969 - Liu Wei, ex tennistavolista cinese
- 1969 - Channon Roe, attore statunitense
- 1969 - Luca Rossi, fumettista italiano
- 1969 - Michael Tarnat, ex calciatore tedesco
- 1969 - Erica Whyman, regista teatrale e direttrice artistica britannica
- 1970 - Karl Backman, chitarrista, cantante e pittore svedese
- 1970 - Alain Boghossian, dirigente sportivo, allenatore di calcio e ex calciatore francese
- 1970 - Adrian Erlandsson, batterista svedese
- 1970 - Sergej Filin, ballerino e direttore artistico russo
- 1970 - José Ángel Hernández, ex cestista venezuelano
- 1970 - Alama Ieremia, ex rugbista a 15 e allenatore di rugby a 15 neozelandese
- 1970 - Badr Makki, ex cestista libanese
- 1970 - Theodore Melfi, regista, produttore cinematografico e sceneggiatore statunitense
- 1970 - Marco Negri, ex calciatore italiano
- 1970 - Bárbara Santos, ex cestista dominicana
- 1970 - Jonathan Stroud, scrittore britannico
- 1970 - Tarcy Su, cantante e attrice taiwanese
- 1970 - Ruslana Taran, ex velista ucraina
- 1971 - María Consuelo Araújo Castro, politica e diplomatica colombiana
- 1971 - Salvatore De Meo, politico italiano
- 1971 - Giuseppe Cesare Donina, politico italiano
- 1971 - Stefano Guidoni, allenatore di calcio, dirigente sportivo e ex calciatore italiano
- 1971 - Espen Hellerud, ex sciatore alpino norvegese
- 1971 - Mike Kjølø, procuratore sportivo e ex calciatore norvegese
- 1971 - Lee Yu-jin, ex cestista sudcoreana
- 1971 - Zaddick Longenbach, schermidore statunitense
- 1971 - Oh Yeon-soo, attrice sudcoreana
- 1971 - Stefan Paldan, ex calciatore svedese
- 1971 - Davor Rimac, ex cestista croato
- 1971 - Walid Salah-El-Din, ex calciatore egiziano
- 1971 - Jorge Soto, ex calciatore peruviano
- 1971 - Kōichi Sugiyama, allenatore di calcio e ex calciatore giapponese
- 1971 - Tommy Sylte, ex calciatore norvegese
- 1971 - Paweł Wojtala, dirigente sportivo e ex calciatore polacco
- 1971 - Theodōros Zagorakīs, dirigente sportivo, politico e ex calciatore greco
- 1972 - Luigi Augussori, politico italiano
- 1972 - Santiago Botero, ex ciclista su strada colombiano
- 1972 - Elissa, cantante libanese
- 1972 - Abderrafie Gassi, ex calciatore marocchino
- 1972 - Larisa Kruglova, ex velocista russa
- 1972 - Artur Maxhuni, ex calciatore albanese
- 1972 - Maria Mutola, ex mezzofondista mozambicana
- 1972 - Ismail Rashid, ex calciatore emiratino
- 1972 - Beccy Cole, cantautrice australiana
- 1972 - Gustavo Álvarez, allenatore di calcio e ex calciatore argentino
- 1973 - Jessica Andersson, cantante svedese
- 1973 - Anthony Doerr, scrittore statunitense
- 1973 - Stephan Morais, banchiere britannico
- 1973 - Semmy Schilt, karateka, kickboxer e ex artista marziale misto olandese
- 1973 - Lori Trahan, politica statunitense
- 1974 - Sture Dingsøyr, cantante e chitarrista norvegese
- 1974 - Danno, rapper italiano
- 1974 - Eduard-Raul Hellvig, politico romeno
- 1974 - Thabo Mooki, ex calciatore sudafricano
- 1974 - Jason Osborne, ex cestista statunitense
- 1974 - Elena Roger, attrice e cantante argentina
- 1975 - Tamer Abdel Hamid, allenatore di calcio e ex calciatore egiziano
- 1975 - Predrag Drobnjak, ex cestista montenegrino
- 1975 - Giacomo Filippi, allenatore di calcio e ex calciatore italiano
- 1975 - Kate Havnevik, cantautrice norvegese
- 1975 - Nicole Herschmann, bobbista tedesca
- 1975 - Nicola Mazzucato, ex rugbista a 15 e allenatore di rugby a 15 italiano
- 1975 - Aron Ralston, alpinista statunitense
- 1976 - Ludovic Asuar, ex calciatore francese
- 1976 - Bobby Fish, wrestler statunitense
- 1976 - Ariel Ibagaza, allenatore di calcio e ex calciatore argentino
- 1976 - Dömötör Mészáros, pallavolista ungherese
- 1976 - Sławomir Mocek, schermidore polacco
- 1976 - Aleksandar Nađfeji, allenatore di pallacanestro e ex cestista serbo
- 1976 - William Torres Alegría, ex calciatore salvadoregno
- 1976 - Nərgiz Birk-Petersen, conduttrice televisiva azera
- 1977 - Sayed Abdel Hafeez, ex calciatore egiziano
- 1977 - Giorgia Cardaci, attrice italiana
- 1977 - Marco Carraretto, ex cestista e dirigente sportivo italiano
- 1977 - Ricardo Chaves, allenatore di calcio e ex calciatore portoghese
- 1977 - Sterling Davis, ex cestista e allenatore di pallacanestro statunitense
- 1977 - Jiří Jarošík, ex calciatore ceco
- 1977 - Zab Judah, pugile statunitense
- 1977 - Luan Pinari, ex calciatore albanese
- 1977 - Kumar Sangakkara, crickettista singalese
- 1978 - John Capel, ex velocista e giocatore di football americano statunitense
- 1978 - Bora Dağtekin, regista e sceneggiatore tedesco
- 1978 - Gylfi Einarsson, ex calciatore islandese
- 1978 - João Fajardo, ex calciatore portoghese
- 1978 - Sergej Samsonov, ex hockeista su ghiaccio russo
- 1978 - Vanessa-Mae, violinista e ex sciatrice alpina thailandese
- 1978 - Jhon Viáfara, ex calciatore colombiano
- 1979 - Raffaele Arzu, criminale italiano
- 1979 - Irene Azuela, attrice messicana
- 1979 - Susie Castillo, modella statunitense
- 1979 - George Helmy, politico statunitense
- 1979 - Oleg Ichim, ex calciatore moldavo
- 1979 - Ivica Iliev, dirigente sportivo e ex calciatore serbo
- 1979 - Aljaksandr Kučynski, dirigente sportivo e ex ciclista su strada bielorusso
- 1979 - Juha Lallukka, ex fondista finlandese
- 1979 - Jorge Manduca, ex calciatore argentino
- 1979 - Dragan Perišić, allenatore di calcio e ex calciatore serbo
- 1979 - Léa Salamé, giornalista e opinionista francese
- 1979 - Jorge Serna, ex calciatore colombiano
- 1980 - Ondřej Bank, ex sciatore alpino ceco
- 1980 - Václav Noid Bárta, cantante ceco
- 1980 - Seth Gueko, rapper francese
- 1980 - Edmar Halovs'kyj de Lacerda, ex calciatore brasiliano
- 1980 - Hugo Henrique Assis do Nascimento, ex calciatore brasiliano
- 1980 - Bartosz Huzarski, ex ciclista su strada polacco
- 1980 - Leyla Hussein, psicoterapeuta e attivista somala
- 1980 - Peter Michael Murphy, allenatore di calcio e ex calciatore irlandese
- 1980 - Tanel Padar, cantante estone
- 1980 - Björn Schröder, ex ciclista su strada e ciclocrossista tedesco
- 1980 - Henriett Seth F., pittrice ungherese
- 1980 - Idit Silman, politica israeliana
- 1980 - Rhys Weston, ex calciatore gallese
- 1980 - Mike Zonneveld, ex calciatore olandese
- 1980 - Äli Äliev, ex calciatore kazako
- 1981 - Héctor Acuña, ex calciatore uruguaiano
- 1981 - Abubakr Al Abaidy, ex calciatore libico
- 1981 - Salem Al Fakir, cantautore, polistrumentista e compositore svedese
- 1981 - Jenni Dahlman, modella finlandese
- 1981 - Volkan Demirel, allenatore di calcio e ex calciatore turco
- 1981 - Han Hye-jin, attrice sudcoreana
- 1981 - Pete Jacobs, triatleta australiano
- 1981 - Joanna Jarkowska, ex cestista polacca
- 1981 - Sririta Jensen, modella e attrice thailandese
- 1981 - Jiang Lizhang, imprenditore e dirigente sportivo cinese
- 1981 - Khalid Jolit, calciatore sudanese
- 1981 - Peter Patrick Petersen, ex calciatore sudafricano
- 1982 - Daniel Antonioli, triatleta italiano
- 1982 - Tomás Bartomeus, ex calciatore paraguaiano
- 1982 - Luis Contreras, calciatore salvadoregno
- 1982 - Litzy, cantante e attrice messicana
- 1982 - Patrick Fugit, attore statunitense
- 1982 - Ronny Hodel, ex calciatore svizzero
- 1982 - Javier Malagueño, ex calciatore argentino
- 1982 - Jessy Matador, cantante e ballerino francese
- 1982 - Jean-Paul Ndeki, ex calciatore camerunese
- 1982 - Dorota Nvotová, cantautrice e attrice slovacca
- 1982 - Gediminas Paulauskas, ex calciatore lituano
- 1982 - Emanuela Ramon, ex cestista italiana
- 1982 - James Riley, ex calciatore statunitense
- 1982 - Wai Tong Ho, calciatore macaense
- 1982 - Joana Zimmer, cantante tedesca
- 1983 - Yaqoub Al-Taher, calciatore kuwaitiano
- 1983 - Ali Al-Wehaibi, ex calciatore emiratino
- 1983 - Fabien Barcella, ex rugbista a 15 francese
- 1983 - Marko Dević, ex calciatore serbo
- 1983 - Tanya James, ex attrice pornografica statunitense
- 1983 - Ludovico Nitoglia, ex rugbista a 15 italiano
- 1983 - Kıvanç Tatlıtuğ, attore e modello turco
- 1983 - Franz Wittmann, pilota di rally austriaco
- 1983 - Nïkïta Xoxlov, calciatore kazako
- 1984 - Mauricio Arias, calciatore cileno
- 1984 - Will Blackmon, giocatore di football americano statunitense
- 1984 - Elisa Brocard, fondista italiana
- 1984 - Anton Çïçwlïn, ex calciatore kazako
- 1984 - Caitlin Cronenberg, fotografa canadese
- 1984 - Loredana Errore, cantante rumena
- 1984 - Lauma Grīva, lunghista lettone
- 1984 - Alex Jacob, giocatore di poker statunitense
- 1984 - Mariano González Maroto, calciatore spagnolo
- 1984 - Brady Quinn, giocatore di football americano statunitense
- 1984 - Danijel Subašić, allenatore di calcio e ex calciatore croato
- 1984 - Emilie Ullerup, attrice danese
- 1984 - Adrian Uter, cestista statunitense
- 1984 - Júlio César de Souza Santos, ex calciatore brasiliano
- 1985 - Stefano Bianco, pilota motociclistico italiano († 2020)
- 1985 - Marlén Cepeda, ex cestista cubana
- 1985 - Oktay Delibalta, ex calciatore turco
- 1985 - Daniel Kolář, dirigente sportivo e ex calciatore ceco
- 1985 - Tomáš Krbeček, calciatore ceco
- 1985 - Nicola Mei, cestista italiano
- 1985 - Wanheng Menayothin, pugile thailandese
- 1985 - Mark Quigley, ex calciatore irlandese
- 1985 - Gea Riva, doppiatrice italiana
- 1985 - Timo Teniste, allenatore di calcio e ex calciatore estone
- 1986 - Karl Max Barthélémy, calciatore ciadiano
- 1986 - Chris Butler, hockeista su ghiaccio statunitense
- 1986 - Dickson Chumba, maratoneta keniota
- 1986 - Anna Cruz, ex cestista spagnola
- 1986 - Erica Dasher, attrice statunitense
- 1986 - Christine Evangelista, attrice statunitense
- 1986 - Alba Flores, attrice spagnola
- 1986 - Harold Langen, canottiere olandese
- 1986 - Crystal Langhorne, ex cestista statunitense
- 1986 - Inbar Lavi, attrice israeliana
- 1986 - Shalee Lehning, ex cestista e allenatrice di pallacanestro statunitense
- 1986 - Bryan Money, musicista e cantante statunitense
- 1986 - Jon Niese, giocatore di baseball statunitense
- 1986 - Furkan Palalı, attore, modello e ex cestista turco
- 1986 - Matty Pattison, ex calciatore sudafricano
- 1986 - Vijay Sundar Prashanth, tennista indiano
- 1986 - Luis Alfonso Páez, ex calciatore colombiano
- 1986 - Soufiane Touzani, giocoliere e ex giocatore di calcio a 5 olandese
- 1986 - Dustin Watten, pallavolista statunitense
- 1986 - Lou Williams, ex cestista statunitense
- 1987 - Thelma Aoyama, cantante giapponese
- 1987 - Andrew Bynum, ex cestista statunitense
- 1987 - Alexia Djilali, pallavolista francese
- 1987 - Natacha Gachnang, pilota automobilistica svizzera
- 1987 - Juha Hakola, calciatore finlandese
- 1987 - Santy Hulst, ex calciatore olandese
- 1987 - Colin Jones, giocatore di football americano statunitense
- 1987 - Kílian Jornet i Burgada, scialpinista e ultramaratoneta spagnolo
- 1987 - Ashley Nick, calciatrice statunitense
- 1987 - Sandi Putros, arbitro di calcio danese
- 1987 - Rodrigo Moledo, calciatore brasiliano
- 1987 - Josef Salvat, cantautore australiano
- 1987 - Daniel Thomas, ex giocatore di football americano statunitense
- 1987 - Yi Jianlian, ex cestista cinese
- 1988 - Federico Aguerre, cestista argentino
- 1988 - Basem Ali, calciatore egiziano
- 1988 - Brady Ellison, arciere statunitense
- 1988 - Jorge Fellipe, calciatore brasiliano
- 1988 - Viktor Genev, calciatore bulgaro
- 1988 - Vol'ha Isceljacova, ex cestista bielorussa
- 1988 - Modou Jobe, calciatore gambiano
- 1988 - Aaron Johnson, ex cestista statunitense
- 1988 - Marija Karakaševa, pallavolista bulgara
- 1988 - Fashawn, rapper statunitense
- 1988 - Agnese Pastare, marciatrice lettone
- 1988 - Bilal Powell, ex giocatore di football americano statunitense
- 1988 - Ciro Rius, calciatore argentino
- 1988 - T.J. Rivera, giocatore di baseball statunitense
- 1988 - Andreas Staurou, calciatore cipriota
- 1988 - Evan Turner, ex cestista e allenatore di pallacanestro statunitense
- 1989 - Danovis Banguero, calciatore colombiano
- 1989 - Mark Barron, giocatore di football americano statunitense
- 1989 - Fidel Chaves de la Torre, calciatore spagnolo
- 1989 - Ding Jinhui, ex cestista cinese
- 1989 - Lucas Domínguez, calciatore cileno
- 1989 - Emanuele Fuamatu, ex pesista australiano
- 1989 - Anders K. Jacobsen, calciatore danese
- 1989 - Hervé Lomboto, calciatore della Repubblica Democratica del Congo
- 1989 - Barry Maguire, calciatore olandese
- 1989 - Shannon Parry, rugbista a 15 australiana
- 1989 - David Pašek, calciatore ceco
- 1989 - Giulia Pennella, ostacolista italiana
- 1989 - Shaun Prater, giocatore di football americano statunitense
- 1989 - Sasha Strunin, cantante polacca
- 1989 - Rubén Tejada, giocatore di baseball panamense
- 1989 - Matteo Vitaioli, calciatore sammarinese
- 1990 - Mohammed Barqesh, calciatore emiratino
- 1990 - Jana Beller, modella russa
- 1990 - Alex Bentley, cestista statunitense
- 1990 - Krzysztof Bieńkowski, lottatore polacco
- 1990 - Paul Chelimo, mezzofondista statunitense
- 1990 - Ugo Crousillat, pallanuotista francese
- 1990 - Patrick Doeplah, calciatore liberiano († 2011)
- 1990 - Jóhann Berg Guðmundsson, calciatore islandese
- 1990 - Hamza Haq, attore pakistano
- 1990 - Marko Jordan, calciatore croato
- 1990 - Oktovianus Maniani, calciatore indonesiano
- 1990 - Papa Alioune Ndiaye, calciatore senegalese
- 1990 - Hristo Zahariev, cestista bulgaro
- 1990 - Ahmad Zreik, calciatore libanese
- 1991 - Bryan Craig, attore statunitense
- 1991 - Simon Deli, calciatore ivoriano
- 1991 - Adam Helcelet, multiplista ceco
- 1991 - Nils Jonkmans, giocatore di football americano canadese
- 1991 - Fumi Kaneko, ballerina giapponese
- 1991 - Marcus Macauley, calciatore liberiano
- 1991 - Islam Machačev, artista marziale misto russo
- 1991 - Roberto Punčec, calciatore croato
- 1991 - Seo Young-woo, bobbista sudcoreano
- 1991 - Shōhei Takahashi, calciatore giapponese
- 1991 - Mike Williams, cestista statunitense
- 1991 - Artıom Zaharov, ciclista su strada e pistard kazako
- 1992 - Preston Brown, giocatore di football americano statunitense
- 1992 - Iuri Capelo, calciatore macaense
- 1992 - Stephan El Shaarawy, calciatore italiano
- 1992 - Karolína Erbanová, pattinatrice di velocità su ghiaccio ceca
- 1992 - Álvaro García Rivera, calciatore spagnolo
- 1992 - Simon Gbegnon, calciatore togolese
- 1992 - Kadeem Jack, cestista statunitense
- 1992 - Žiga Kous, calciatore sloveno
- 1992 - Romário Marques Rodrigues, calciatore brasiliano
- 1992 - John Petrucelli, cestista statunitense
- 1992 - Aleksej Vatutin, tennista russo
- 1993 - Jamal Blackman, calciatore inglese
- 1993 - Megan Courtney, pallavolista statunitense
- 1993 - Troy Gentile, attore statunitense
- 1993 - Edvin Kuč, calciatore montenegrino
- 1993 - Jonathan Martínez, pallavolista portoricano
- 1993 - Nazi Paikidze, scacchista georgiana
- 1993 - Kiefer Ravena, cestista filippino
- 1993 - Gianluca Vallini, hockeista su ghiaccio italiano
- 1993 - Korbinian Vollmann, calciatore tedesco
- 1993 - Wu Di, ex cestista cinese
- 1993 - Douglas Tanque, calciatore brasiliano
- 1994 - Lexie Brown, cestista statunitense
- 1994 - Emanuele Buzzi, sciatore alpino italiano
- 1994 - Mattia Contini, ostacolista italiano
- 1994 - Ognjen Dobrić, cestista serbo
- 1994 - Ahsen Eroğlu, attrice turca
- 1994 - Samantha Gius, hockeista su ghiaccio italiana
- 1994 - Dallas Moore, cestista statunitense
- 1994 - Anthony Partipilo, calciatore italiano
- 1994 - Tim Quarterman, cestista statunitense
- 1994 - Stephanie Skilton, calciatrice neozelandese
- 1994 - Craig Tanner, calciatore inglese
- 1994 - Jessica Thomas, cestista statunitense
- 1994 - Kurt Zouma, calciatore francese
- 1995 - Rodrigo Contreras, calciatore argentino
- 1995 - Leon Draisaitl, hockeista su ghiaccio tedesco
- 1995 - Demir Imeri, calciatore macedone
- 1995 - Francisco Mejía, giocatore di baseball dominicano
- 1995 - Rômulo José Pacheco da Silva, calciatore brasiliano
- 1995 - Hadžy Radžabaŭ, lottatore russo
- 1995 - Levan Shengelia, calciatore georgiano
- 1995 - Meriame Terchoun, calciatrice svizzera
- 1996 - Nadiem Amiri, calciatore tedesco
- 1996 - Austin Cutting, giocatore di football americano statunitense
- 1996 - Anfernee Dijksteel, calciatore olandese
- 1996 - Gabriel Farias de Lima, calciatore brasiliano
- 1996 - Thiago Ferreira Lopes, calciatore brasiliano
- 1996 - Jón Axel Guðmundsson, cestista islandese
- 1996 - Kim Woo-seok, cantante e attore sudcoreano
- 1996 - Samantha Logan, attrice statunitense
- 1996 - Jordan Marshall, calciatore inglese
- 1996 - Margiris Normantas, cestista lituano
- 1996 - Magnus Jensen, calciatore danese
- 1996 - Asme, rapper svedese
- 1997 - Lonzo Ball, cestista statunitense
- 1997 - Vladyslav Buhaj, calciatore ucraino
- 1997 - Marcel Canadi, calciatore austriaco
- 1997 - Jess Carter, calciatrice britannica
- 1997 - Alexander Erler, tennista austriaco
- 1997 - Iván Fernández, pallavolista portoricano
- 1997 - Mattia Giovanella, giocatore di curling italiano
- 1997 - Ji Xinjie, nuotatore cinese
- 1997 - Naoufel Khacef, calciatore algerino
- 1997 - Aleksandar Nedeljković, pallavolista serbo
- 1997 - Ilmari Niskanen, calciatore finlandese
- 1997 - Renato Pantalon, calciatore croato
- 1997 - Rhys, cantante statunitense
- 1997 - Ibrahima Sissoko, calciatore francese
- 1997 - James TW, cantautore britannico
- 1997 - Albin Winbo, calciatore svedese
- 1997 - Justin Wright-Foreman, cestista statunitense
- 1997 - Mariah the Scientist, cantautrice statunitense
- 1997 - Juan Ignacio Álvarez, calciatore argentino
- 1998 - Justin Alkier, ex sciatore alpino canadese
- 1998 - Travis Bell, giocatore di football americano statunitense
- 1998 - Gil Beni, cestista israeliano
- 1998 - Lisa Mamié, nuotatrice svizzera
- 1998 - Youssouf Ndayishimiye, calciatore burundese
- 1998 - JD Notae, cestista statunitense
- 1998 - Vanessa Nußbaumer, sciatrice alpina austriaca
- 1998 - Prince Oduro, cestista canadese
- 1998 - Gabe Osabuohien, cestista canadese
- 1998 - Noah Powder, calciatore statunitense
- 1998 - Janik Riebli, fondista svizzero
- 1998 - Khumoyun Sultanov, tennista uzbeko
- 1998 - Dayot Upamecano, calciatore francese
- 1998 - Andy Vera Puentenueva, giocatore di football americano spagnolo
- 1999 - Slava Marlow, produttore discografico e beatmaker russo
- 1999 - Misael Domínguez, calciatore messicano
- 1999 - Ryan Flournoy, giocatore di football americano statunitense
- 1999 - Giorgi K'utsia, calciatore georgiano
- 1999 - Tyreek Magee, calciatore giamaicano
- 1999 - Vazgen Tevanyan, lottatore armeno
- 1999 - Amy Tinkler, ex ginnasta inglese
- 2000 - Assad Al Hamlawi, calciatore svedese
- 2000 - Oğuz Aydın, calciatore turco
- 2000 - Fiordaliza Cofil, velocista dominicana
- 2000 - Jacopo Da Riva, calciatore italiano
- 2000 - Elijah Higgins, giocatore di football americano statunitense
- 2000 - Alperen Karahan, pesista turco
- 2000 - Paulina Krumbiegel, calciatrice tedesca
- 2000 - Thierry Lutonda, calciatore belga
- 2000 - Fredrik Møller, sciatore alpino norvegese
- 2000 - Konan N'Dri, calciatore ivoriano

## XXI secolo(21)
- 2001 - Mohamed Kaba, calciatore francese
- 2001 - Karel Espino, calciatore cubano
- 2001 - Aleksandra Formella, velocista e mezzofondista polacca
- 2001 - José Gutiérrez, pallavolista cubano
- 2001 - Gleb Karpenko, ciclista su strada e ciclocrossista estone
- 2001 - Koba Koindredi, calciatore francese
- 2001 - Paolo Porro, pallavolista italiano
- 2001 - Yu Shiotani, lottatore giapponese
- 2002 - Marcel Beifus, calciatore tedesco
- 2002 - Nigel Lonwijk, calciatore olandese
- 2003 - Joshua Dürksen, pilota automobilistico paraguaiano
- 2003 - Kenneth Grant, giocatore di football americano statunitense
- 2003 - Joffrey Bazié, calciatore burkinabè
- 2003 - Jenna Sheldon, ex sciatrice alpina statunitense
- 2003 - Annika Sieff, saltatrice con gli sci e ex combinatista nordica italiana
- 2004 - Abdoul Rachid Moumini, calciatore beninese
- 2004 - Diogo Ribeiro, nuotatore portoghese
- 2004 - Zalán Vancsa, calciatore ungherese
- 2005 - Sandro Manser, sciatore alpino svizzero
- 2005 - Valeria Parra Telegina, nuotatrice artistica spagnola
- 2005 - Taylah Preston, tennista australiana

## Senza anno specificato(1)
- Emily Post, scrittrice, romanziera e socialite statunitense († 1960)